# Ceroxylon ceriferum
Espèce
Classification phylogénétique
Synonymes
- Beethovenia cerifera Engl.
- Ceroxylon beethovenia Burret
- Ceroxylon ceriferum (H. Karst.) H. Wendl.
- Ceroxylon interruptum (H.Karst.) H.Wendl.
- Ceroxylon klopstockia Mart.
- Ceroxylon schultzei Burret
- Iriartea klopstockia W.Watson
- Iriartea nivea W.Watson
- Klopstockia cerifera H.Karst.
- Klopstockia interrupta H.Karst.

Ceroxylon ceriferum est une espèce de plantes à fleurs de la famille des Arecaceae (les palmiers), présente en Colombie et au Venezuela. On l'appelle également palmier béni.

## Synonymes
- Beethovenia cerifera Engl.
- Ceroxylon beethovenia Burret
- Ceroxylon ceriferum (H. Karst.) H. Wendl.
- Ceroxylon interruptum (H.Karst.) H.Wendl.
- Ceroxylon klopstockia Mart.
- Ceroxylon schultzei Burret
- Iriartea klopstockia W.Watson
- Iriartea nivea W.Watson
- Klopstockia cerifera H.Karst.
- Klopstockia interrupta H.Karst.

## Distribution
L'espèce est présente du Nord-Est de la Colombie au Nord et au Nord-Ouest du Venezuela.

## Patrimoine culturel
« Le programme bioculturel pour la sauvegarde de la tradition du palmier béni au Venezuela » a été inscrit en 2019 par l'Unesco sur le registre de bonnes pratiques de sauvegarde du Patrimoine Culturel Immatériel.